# Горлач, Юрий Андреевич
Юрий Андреевич Горлач (род. 3 сентября 1960) — российский дипломат. Чрезвычайный и полномочный посол (2023).

## Биография
Окончил Московский государственный институт международных отношений (МГИМО) МИД СССР (1983). Владеет английским и испанским языками. На дипломатической работе с 1983 года.
В 2005—2014 годах — заместитель директора Департамента общеевропейского сотрудничества МИД России.
С июля 2014 по январь 2018 года — заместитель постоянного представителя России при НАТО.
С января 2018 по сентябрь 2021 года — исполняющий обязанности постоянного представителя России при НАТО.
С 1 октября 2021 года — директор Департамента Ситуационно-кризисный центр МИД России.

## Дипломатический ранг
- Чрезвычайный и полномочный посланник 2 класса (11 февраля 2008)[1].
- Чрезвычайный и полномочный посланник 1 класса (10 июня 2017)[2].
- Чрезвычайный и полномочный посол (9 июня 2023)[3].

## Награды
- Орден Дружбы (26 августа 2020) — за большой вклад в реализацию внешнеполитического курса Российской Федерации и многолетнюю добросовестную дипломатическую службу[4].
- Медаль ордена «За заслуги перед Отечеством» II степени (8 июля 2011) — за большой вклад в реализацию внешнеполитического курса Российской Федерации и многолетнюю добросовестную работу[5].
- Благодарность президента Российской Федерации (14 июля 2008) — за заслуги в обеспечении внешнеполитического курса Российской Федерации[6].